# Admiral
 For alternative betydninger, se Admiral (flertydig). (Se også artikler, som begynder med Admiral)
Admiral er en søofficersgrad. Ordet admiral stammer gennem tysk, fransk og spansk fra arabisk: أمير البحر (tr. amir al-bahr) "havets behersker", men gik efterhånden over til at betegne en anfører for en flådestyrke, i middelhavsmarinerne fra slutningen af middelalderen, i Danmark fra begyndelsen af 16. århundrede. Admiralsklassen inddeltes senere i forskellige grader.
Som tegn på sin kommando fører en admiral sit flag (kommandotegn) på stortoppen; et admiralsflag er berettiget til at få salut.

Royal Navy har 3-5 Sea Lords og Kriegsmarine havde under 2. verdenskrig en Storadmiral som øverste flådeofficer.
I U.S. Navy er de tilsvarende grader Rear Admiral (Lower half), Rear Admiral (Upper half), Vice Admiral og Admiral (i stigende rangorden). Den allerøverste, 5-stjernede grad, Fleet Admiral eksisterer ikke mere. Det blev godkendt af Den amerikanske Kongres for at hædre 4 admiraler i US Navy for deres indsats under den 2. verdenskrig. Den første der blev udnævnt, var Ernest J. King, chef for US Navy under 2. verdenskrig, den 7. december 1944. Derefter blev William D. Leahy udnævnt den 15. december 1944 og den 19. december blev Chester W. Nimitz, sejrherren ved Slaget om Midway, forfremmet til de 5 stjerner. Den sidste udnævnte var William F. Halsey, der blev udnævnt den 11. december 1945. 
Under Den amerikanske borgerkrig hed admiraler i US Navy, og i Sydstaternes Flåde, Flag Officer.
I fiskerflåderne i Nordsøen benævntes undertiden særlig erfarne førere af fiskerfartøjer admiral, hvorved der i deres virksomhed tillagdes dem en vis myndighed over førerne i samme fiskeriselskab.

## Danske admiraler

### Historie
I Danmark kaldtes den øverste admiral indtil 1683 rigsadmiral; under ham stod en rigsviceadmiral. Efter den tid benævnedes flådens øverste befalingsmænd: Generaladmiral, general-admiralløjtnant, admiral, viceadmiral og schoutbynacht (fra 1771 kontreadmiral). De to første betegnelser er senere blevet ophævet, og flotilleadmiralen er kommet til som laveste admiral.
På linjeskibenes tid var flådechefen admiral og hans skib lå i midten af flåden, forrest lå viceadmiralen og kontreadmiralen lå agterst.
Kongen/dronningen er højstbefalende over flåden, og de fremmede monarker, der har modtaget udnævnelse til æresadmiraler, er admiraler i Flåden.

### Admiralsgraden i dag
I det danske søværn anvendes i dag graderne admiral, viceadmiral, kontreadmiral og flotilleadmiral.
Hvis det er en søofficer, der er forsvarschef, har denne altid rang af admiral. 
Danmark har 12 admiraler (2009), alle mænd, fordelt sådan:
- Den højeste tjenstgørende officer inden for Søværnets rammer er kontreadmiral og er chef for Marinestaben. Der er yderligere 3 kontreadmiraler: Chefen for "Strategi- og koordinationsstaben" i Forsvarskommandoen, og chefen for Forsvarsakademiet.[2]

- Efterfølgende er der seks flotilleadmiraler, hvoraf alle er kommandører, midlertidigt udnævnt: Chefen for Søværnets Taktiske Stab og stabschefen ved Marinestaben, desuden er der fire, der deltager i udenlandske stabe og videnskabelige følgegrupper.[3]

- Den danske Forsvarschef indtil den 4. oktober 2009 var admiral Tim Sloth Jørgensen. Tim Sloth Jørgensen forlod efter eget ønske sit job i forbindelse med sagen om oversættelsen af omstridt bog.

Den 20. oktober 2009 blev admiral Tim Sloth Jørgensen udnævnt til kommitteret under Forsvarsministeriet med virkning fra den 5. oktober 2009.
- Indtil forsvarsforliget 2000 eksisterede stillingen 'Chefen for Søværnet' der var en viceadmiral. Den seneste viceadmiral var Tim Sloth Jørgensen, der var Chef for forsvarsstaben, en stilling der normalt medførte udnævnelse til den næste forsvarschef. Denne praksis er sidenhen blevet revideret. Der er p.t. ingen danske viceadmiraler.[4]

- Endeligt var Prins Henrik admiral à la suite, dvs. ikke i aktiv tjeneste.
- Kong Frederik 10. blev admiral ved sin tronbestigelse i 2024.

- Admiral
- Viceadmiral
- Kontreadmiral
- Flotilleadmiral

De brede guldstriber er to tommer tykke og de tynde er ½ tomme på ærmerne.

## Sveriges admiraler
I dagens Sverige er praksis at kun kongelige og øverstbefalende har admiralsgrad, hvilket medfører at viceadmiral er den højeste officersgrad i den svenske flåde. i 1900-tallet er flere tidligere marinchefer udnævnt til admiraler i forbindelse med deres pension. I daglig tale tiltales viceadmiraler, kontreadmiraler og flottileadmiraler "admiral". Godt tredive admiraler er begravet på Galärvarvskyrkogården på Djurgården i Stockholm. 

### Historie
Ældre admiralsgrader i den svenske flåde var storadmiral, oberstadmiral, underadmiral, rigsadmiral, admiralgeneral, generaladmiral, schoutbynacht m.fl. Da den svenske statsforvaltning blev reformeret i 1600-tallet, blev Amiralitetsdepartementet et af ”ministerierne”, med rigsadmiralen som chef for admiralitetskollegiet.

### Svenske admiraler af forskellige grader

#### Storadmiral
Titel på flådens øverstbefalende efter kongen - denne grad har været båret af to personer:
- Hertug Karl, senere Karl XIII.
- Kronprins Oscar, senere kong Oscar I.

#### Sverigesrigsadmiraler
Rigsadmiral var den højeste flagofficer i Sverige; den tredje i rang af 1600-tallets fem høje rigsembedsmænd. Rigsadmiralen ledte admiralitetskollegiets arbejde.
| Navn                                     | Billede | Født              | Tiltrådt | Fratrådt          | Død                | Kilder |
| ---------------------------------------- | ------- | ----------------- | -------- | ----------------- | ------------------ | ------ |
| Clas Eriksson Fleming Svea rikes admiral |         | Cirka 1530        | 1571     | 1595              | 13. april 1597     |        |
| Axel Ryning Riksens admiral              |         | 1552              | 1602     | 1611              | 8. januar 1620     |        |
| Göran Nilsson Gyllenstierna              |         | 31. december 1575 | 1611     | 24. august 1618   | 24. august 1618    |        |
| Carl Carlsson Gyllenhielm                |         | 4. marts 1574     | 1620     | 17. marts 1650    | 17. marts 1650     |        |
| Gabriel Bengtsson Oxenstierna            |         | 18. marts 1586    | 1652     | 12. december 1656 | 12. december 1656  |        |
| Carl Gustaf Wrangel                      |         | 23. december 1613 | 1657     | 1664              | 25. juni 1676      |        |
| Gustaf Otto Stenbock                     |         | 7. september 1614 | 1664     | 1676              | 24. september 1685 |        |
| Navn                                     | Billede | Født              | Tiltrådt | Fratrådt          | Død                | Kilder |

1676 blev Gustaf Otto Stenbock afsat af Karl XI og i stedet udnævnt til oberstadmiral. Med hans død 1685 ophørte embedet i denne form. Generaladmiral Hans Wachtmeister, som nu blev kongens repræsentant i flådens forvaltning, havde en væsentligt anden stilling end den tidligere rigsadmiral.

#### Sveriges admiralgeneraler
- Hans Wachtmeister (1641–1714) blev af Karl XI udnævnt til admiralgeneral 1681. I perioden 1680-1700 arbejdede han hårdt for at opruste flåden., og da krigen kom i år 1700 stod Wachtmeister til søs i spidsen for sit livsværk. Wachtmeister, Henrik af Trolle og Claes Larsson Fleming betragtes som den svenske flådes bedste organisatorer gennem tiden.

#### Sveriges generaladmiraler
Gustav III udfærdigede i 1780 instruks for generaladmiralen, som blev ansvarlig for orlogsflådens tilstand og forbedring. 
Generaladmiralsembedet har været beklædt af: 
- Lorentz Creutz den ældre Udnævnt til generaladmiral 1675, faldt i søslaget ved Ölands södra udde 1676.
- Henrik Henriksson Horn af Åminne (1618-1693) Udnævnt til generaladmiral 1677, men led på grund af sit totale ukundskab til flåden led han fatalt nederlag i Søslaget i Køge Bugt 1. juli samme år.
- Henrik af Trolle 1780-1784. Anses som den største organisator ar den svenske flåde i midten af 1700-tallet.
- Carl August Ehrensvärd 1792-1794
- Johan af Puke 1812
- Victor von Stedingk 1818
- Olof Rudolf Cederström 1823-1828

#### Sveriges admiraler
- Jakob Bagge
- Bengt Halstensson Bagge 1569
- Claes Larsson Fleming 1620
- Johan Bär 1676
- Erik Carlsson Sjöblad 1676
- Hans Clerck 1676
- Gustaf Adolph Sparre 1690
- Cornelius Ankarstierna
- Evert Fredrik Taube 1700
- Edvard Didrik Taube 1719 (overadmiral 1734)
- Carl Ruuth
- Claes Sparre 1712 (overadmiral 1715, præsident i admiralitetskollegiet 1719-27)
- Theodor Ankarcrona 1742
- Carl Hans Sparre 1754 (præsident i admiralitetskollegiet 1759-70)
- Erik Arvid Sparre 1755 (præsident i admiralitetskollegiet 1771-75)
- Johan af Puke 1808
- Louis Palander af Vega 1900
- Gustaf V 1907
- Greve Carl August Ehrensvärd 1924
- Otto Emil Lybeck 1936
- Fabian Tamm 1947
- Gustaf VI Adolf 1950
- Stig H:son Ericson 1961
- Prins Bertil 1969
- Carl XVI Gustaf 1973
- Bengt Lundvall 1978
- Bror Stefenson 1991

#### Sverigesviceadmiraler
- Olof von Unge, adlet år 1712.
- Carl Olof Cronstedt den ældre
- Carl Alarik Wachtmeister, 1925, tidligere chef for Kustflottan
- Fredrik Riben, 1930, tidligere chef for Kustflottan
- Charles de Champs, 1934, første chef for Marinen
- Harald Åkermark, 1934, tidligere chef for Kustflottan
- Gösta Ehrensvärd, 1938, tidligere chef for Kustflottan
- Helge Strömbäck, 1945, tidligere chef for Marinen
- Erik af Klint, tidligere chef for Kustflottan
- Bertil Berthelsson, 1967, tidligere chef for Kustflottan
- Åke Lindemalm 1970, tidligere chef for Marinen
- Per Rudberg, 1978, tidligere chef for Marinen
- Bengt Schuback, 1984, tidligere chef for Marinen
- Dick Börjesson, 1990, tidligere chef for Marinen
- Peter Nordbeck, 1994, tidligere chef for Marinen
- Frank Rosenius, kongens stabschef, tidligere viceøverstbefalende

## Ekstern henvisning
1. ↑  Hjalmar Falk; Alf Torp (1903), Etymologisk Ordbog over det norske og det danske Sprog, Oslo: Aschehoug, s. 8, Wikidata  Q117336708
2. ↑  http://www.forsvaret.dk/FPT/cheferiforsvaret/kommandochefer/Pages/default.aspx Arkiveret 24. april 2009 hos  Wayback Machine Kommandochefer] hentet 8. oktober 2009
3. ↑  Danske generaler og admiraler i internationale stabe Arkiveret 24. april 2009 hos  Wayback Machine hentet 8. oktober 2009
4. ↑  Forsvarskommandoen m.fl. Arkiveret 24. april 2009 hos  Wayback Machine hentet 8. oktober 2009

- Danske admiraler i 2006 (Webside ikke længere tilgængelig)

 Der er for få eller ingen kildehenvisninger i denne artikel, hvilket er et problem. Du kan hjælpe ved at angive troværdige kilder til de påstande, som fremføres i artiklen.